# 高塔钟螺
高塔钟螺（学名：Calliostoma shinagawaense），是原始腹足目钟螺科Calliostoma的一种。主要分布于台湾，常栖息在浅海沙底。